# Таніґава Аґеха
Таніґава Аґеха (1 січня 2003) — японська плавчиня.
Учасниця Олімпійських Ігор 2020 року, де в попередніх запливах на дистанції 400 метрів комплексом посіла 12-те місце і не потрапила до фіналу.